# Пирамид (станция метро)
Пирамид (фр. Pyramides) — пересадочный узел Парижского метрополитена между линиями 7 и 14. Назван по рю де Пирамид, получившей в свою очередь название в честь Битвы у пирамид, произошедшей во время наполеоновского Египетского похода.
Пассажиропоток в 2011 году составил 5 084 082 человек,, а в 2013 году — 5 172 054 человек, что вывело пересадочный узел на 79 место по пассажиропотоку.

## История
Первым открылся зал линии 7, это произошло 1 июля 1916 года. 15 октября 1998 года открылся зал линии 14, на него был сооружён переход.

## Конструкция и оформление
Оба зала сооружены по своим типовым проектам односводчатых станций с боковыми платформами. Зал линии 7 построен по типовому проекту односводчатой станции, использовавшемуся в Парижском метро в 1900—1952 годах. Стены зала облицованы плиткой в стиле «Ouï-dire». Зал линии 14 построен по проекту Жака Тиссенье «Tissignalisation n°14» разработанному специально для первой очереди линии 14. На станции установлены платформенные раздвижные двери.

## Галерея

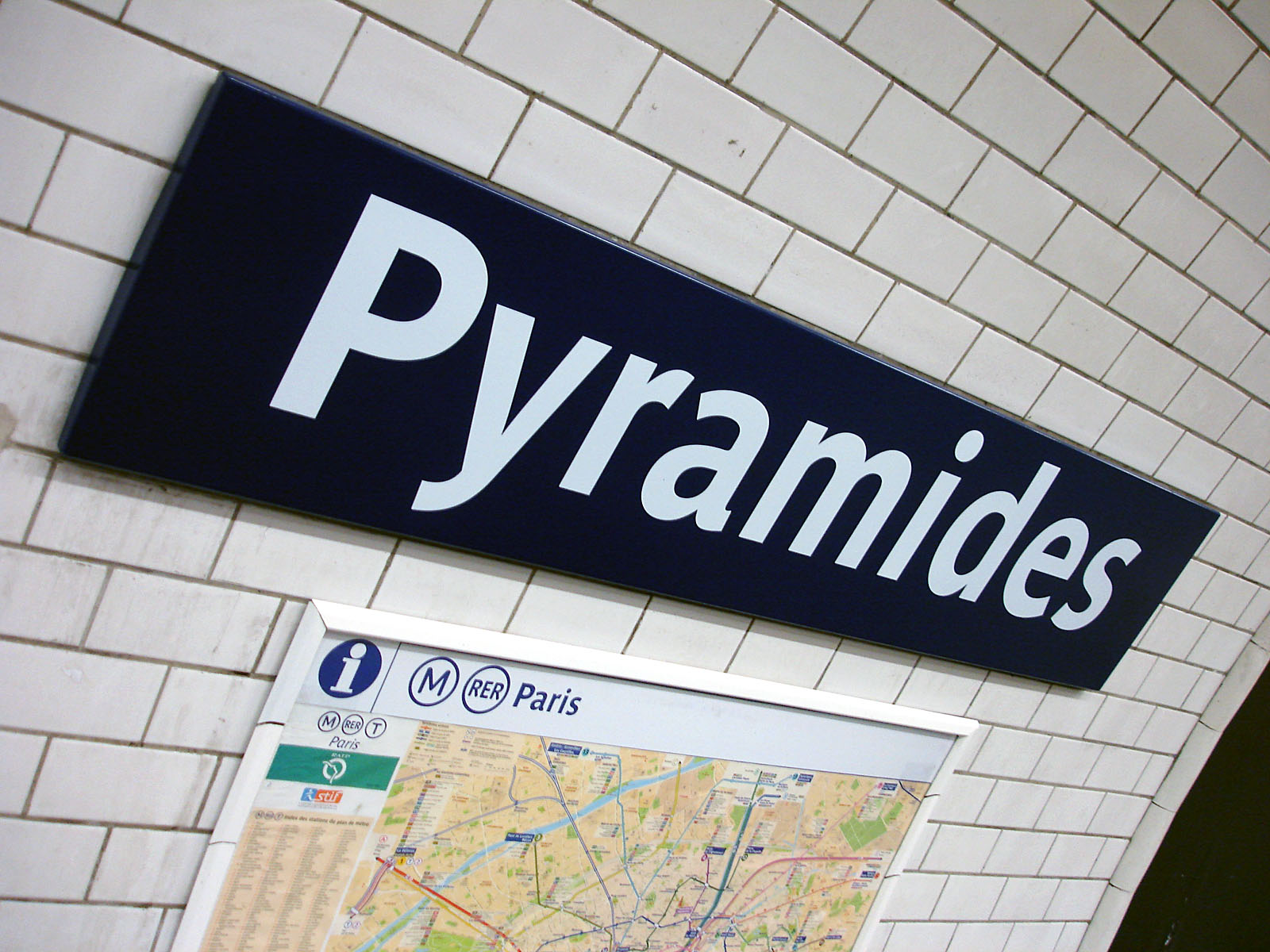
Табличка с названием станции в зале линии 7
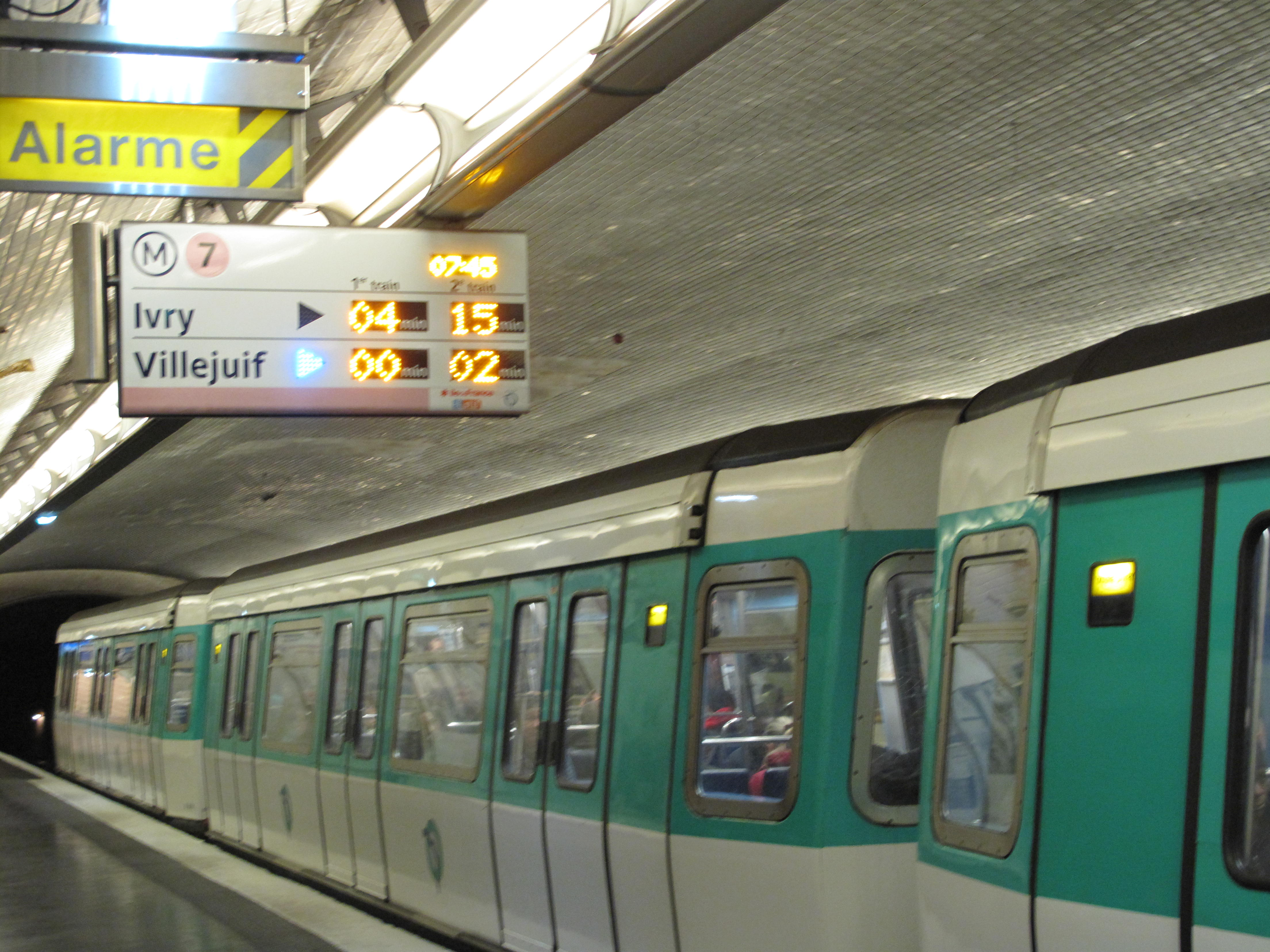
Состав MF 77 на линии 7
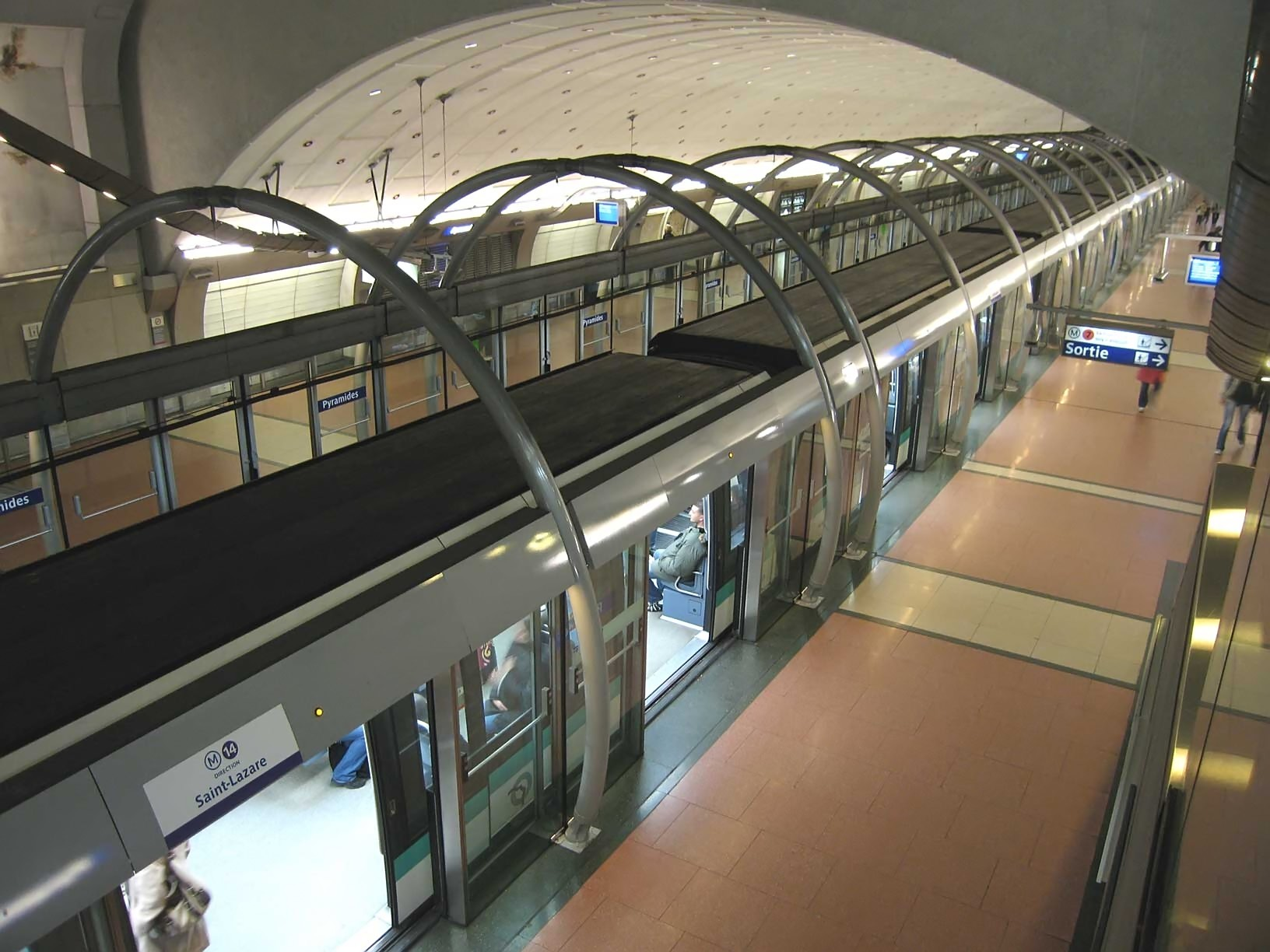
Зал линии 14